# Nora Navas

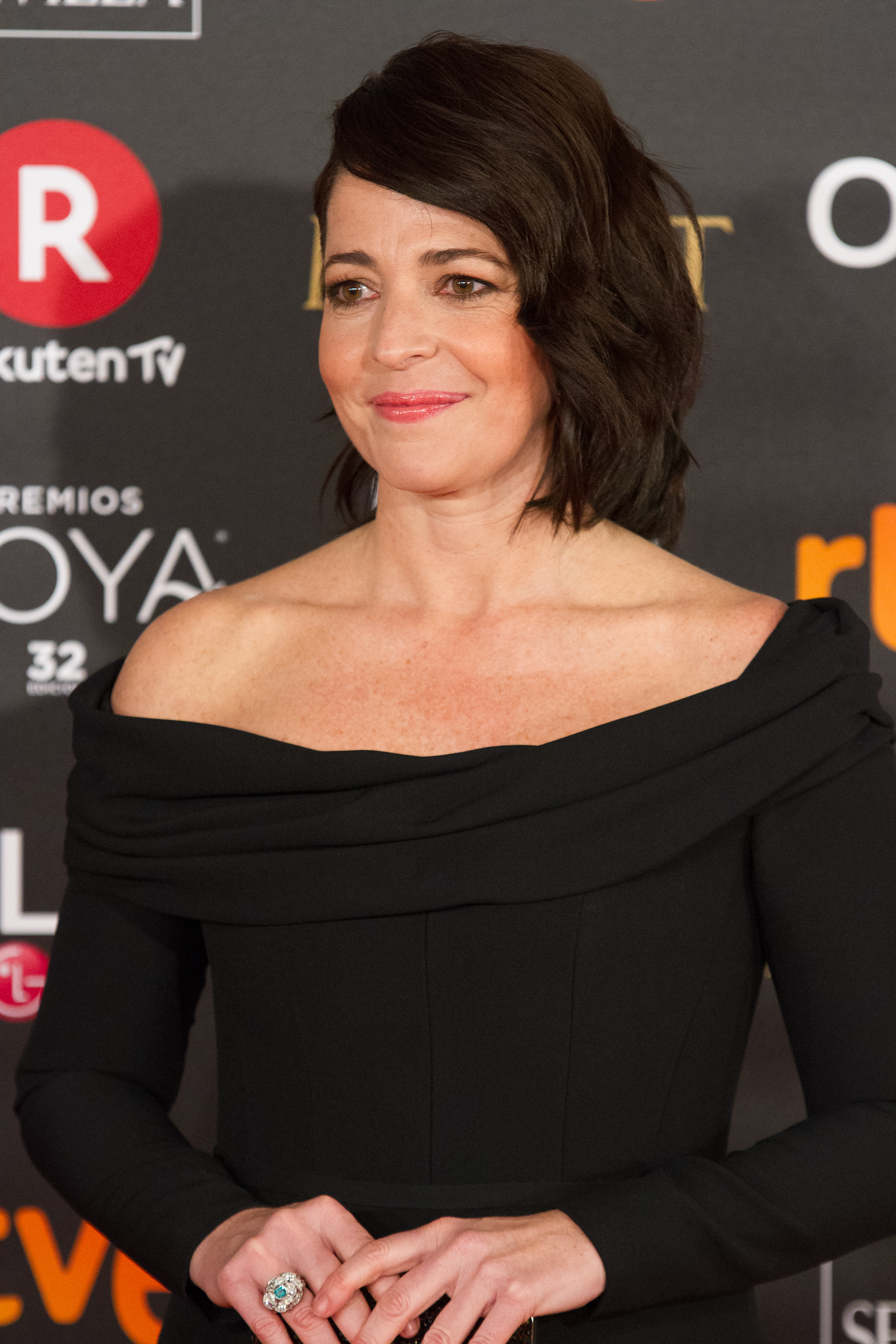
Nora Navas

Nora Navas (* 24. April 1975 in Barcelona) ist eine spanische Schauspielerin und Goya-Preisträgerin.

## Leben
Nora Navas wurde am Theaterinstitut Barcelona ausgebildet. In den 1990er Jahren begannen ihre Einsätze bei spanischen Fernsehproduktionen, ab 2000 kamen verstärkt Filme und Theater-Rollen.
Für das Drama Pa negre wurde sie 2011 mit dem Gaudí und dem Goya als Beste Hauptdarstellerin ausgezeichnet. Für das Drama Tots volem el millor per a ella war sie 2014 in gleicher Kategorie nominiert. Für Felices 140 war sie 2016 als Beste Nebendarstellerin nominiert.

## Filmografie (Auswahl)
- 2010: Pa negre
- 2012: The Little Girl – Das Böse hat einen Namen (Dictado)
- 2012: Brief an Evita (Carta a Eva)
- 2012: Miel de naranjas
- 2013: Tots volem el millor per a ella
- 2014: Tres mentiras
- 2015: L’ adopció
- 2015: Felices 140
- 2016: Der Nobelpreisträger (El ciudadano ilustre)
- 2018: Parallelwelten (Durante la tormenta)
- 2019: Leid und Herrlichkeit (Dolor y gloria)
- 2019–2020: Les de l’hoquei (Fernsehserie, 26 Folgen)
- 2020: Adú
- 2020: La vampira de Barcelona
- 2021: Libertad
- 2021: Las cartas perdidas
- 2022: Sinjar
- 2022: Historias para no contar
- 2023: Unicorns
- 2023: Lobo
- 2023: Això no és Suècia (Fernsehserie, 7 Folgen)
- 2023: Los Farad (Fernsehserie, 8 Folgen)
- 2024: Yo, adicto (Fernsehserie, 3 Folgen)
- 2024: Die letzte Nacht in Tremor (La última noche en Tremor, Fernsehserie, 7 Folgen)